# 越南北部
越南北部（越南语：／?）是越南传统的三个地理大区之一，指的是越南的北部地区。
越南北部可以被再划分为西北部、东北部和红河三角洲三个地理区域。最大城市是首都河内。
在历史上，越南北部曾有北城、北圻、东京、北越、越南北分（越南语：／?）等等的称呼。
与中部和南部地区的热带气候不同，越南北部属于亚热带气候。